# Kreuzweg in der Friedhofsmauer (Vilchband)

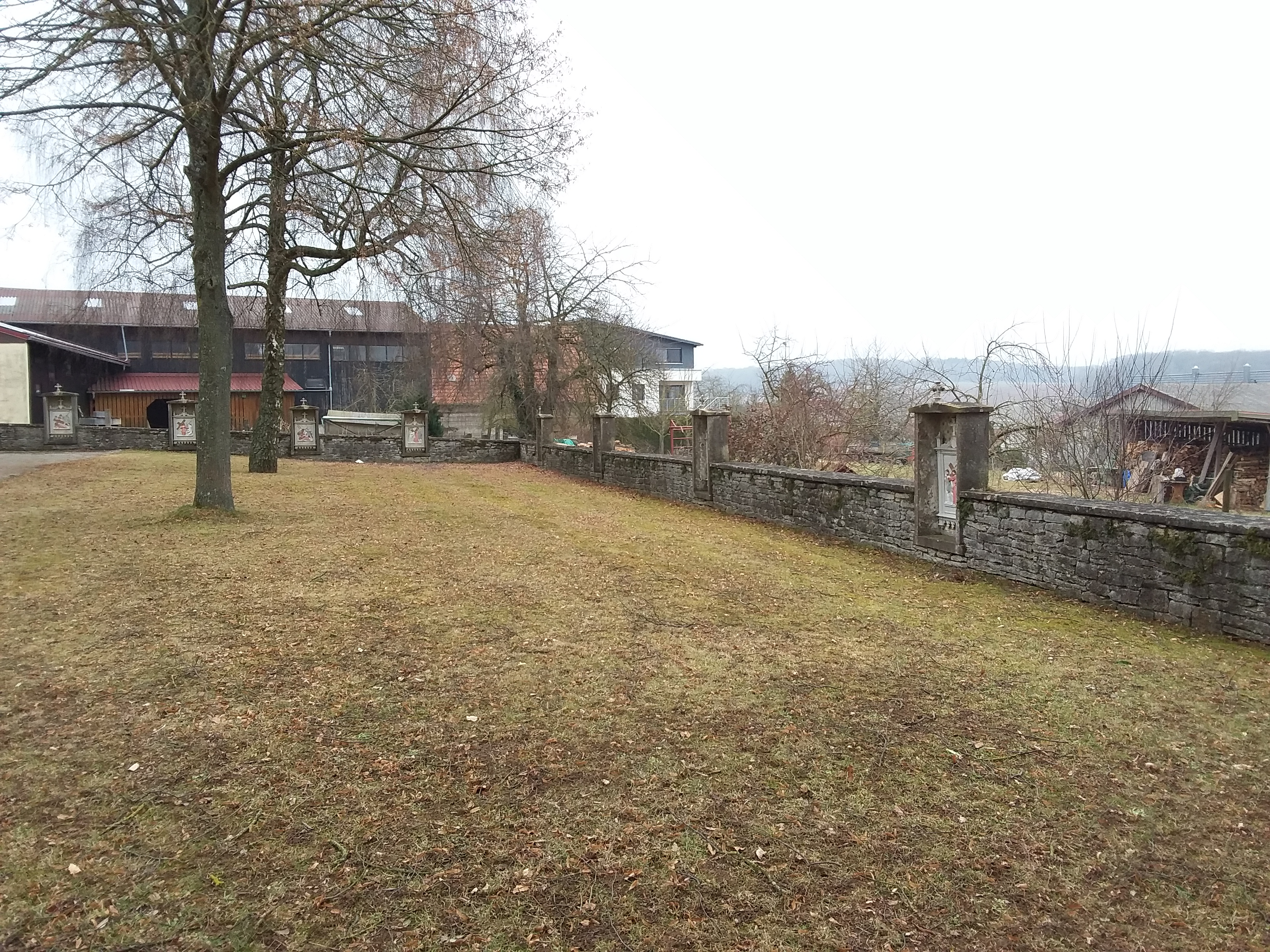
Der Kreuzweg in der Friedhofsmauer in Vilchband

Der Kreuzweg in der Friedhofsmauer befindet sich im Friedhof in Vilchband, einem Ortsteil von Wittighausen im Main-Tauber-Kreis in Baden-Württemberg. Von seinen vierzehn Stationen sind die erste bis zehnte in der Mauer des örtlichen Friedhofs integriert. Die elfte bis vierzehnte Station befindet sich in der Mauer eines angrenzenden Gebäudes. Die einzelnen Kreuzwegstationen verfügen jeweils über einen Steinernen Rahmen mit Abschlusskreuz, darin jeweils gusseiserne Kreuzwegstationen, ebenfalls mit Abschlusskreuz. Der Freilandkreuzweg wurde im Jahre 1899 errichtet. Die vierzehn Stationen weisen Inschriften auf. Der Urheber ist nicht bekannt. Der unter Denkmalschutz stehende Kreuzweg befindet sich in der Friedhofsmauer neben der Regiswindiskirche.

## Kreuzweg
Der Vilchbänder Kreuzweg in der Friedhofsmauer umfasst die folgenden 14 Stationen:

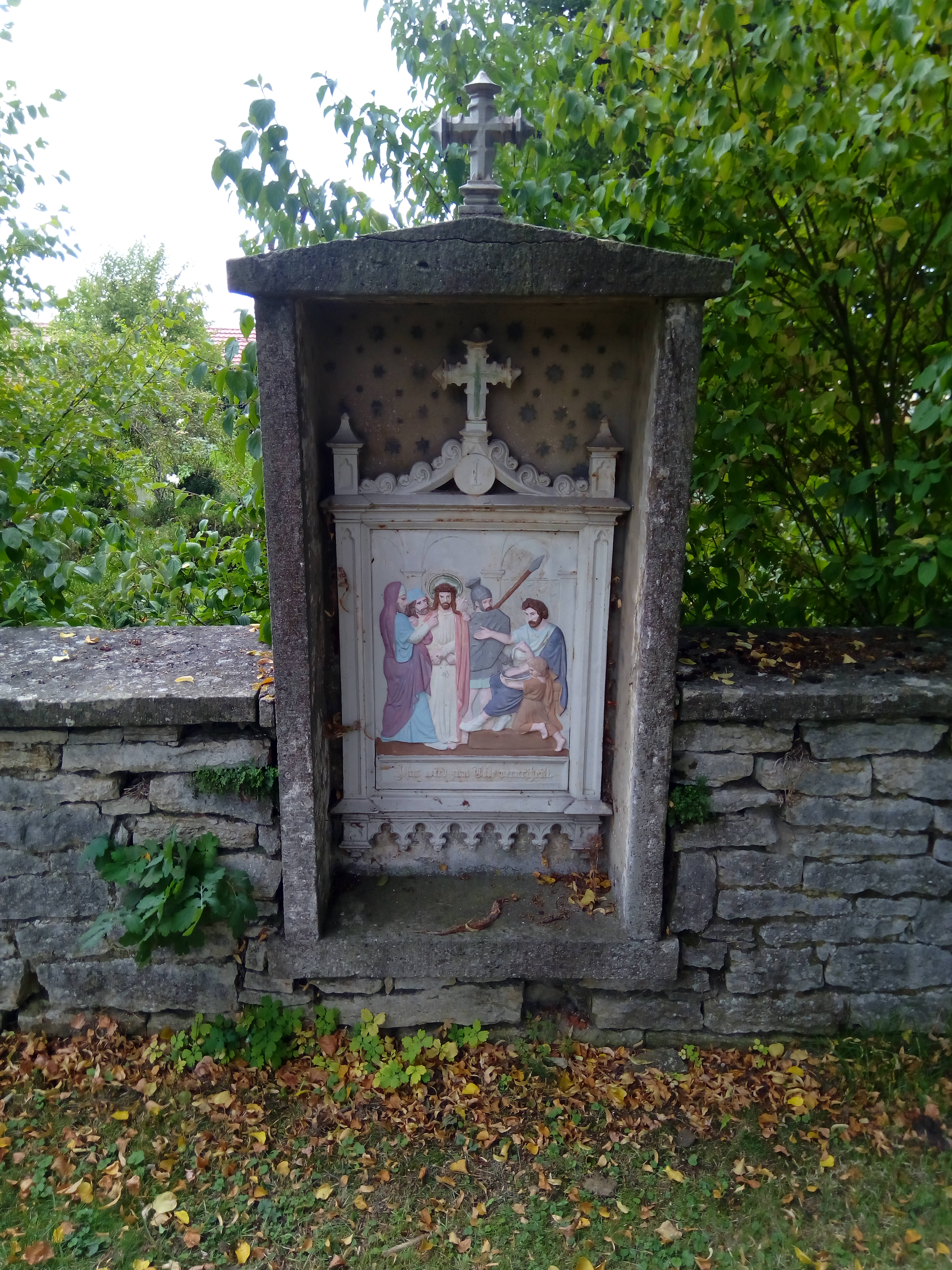
I. Jesus wird zum Tode verurteilt
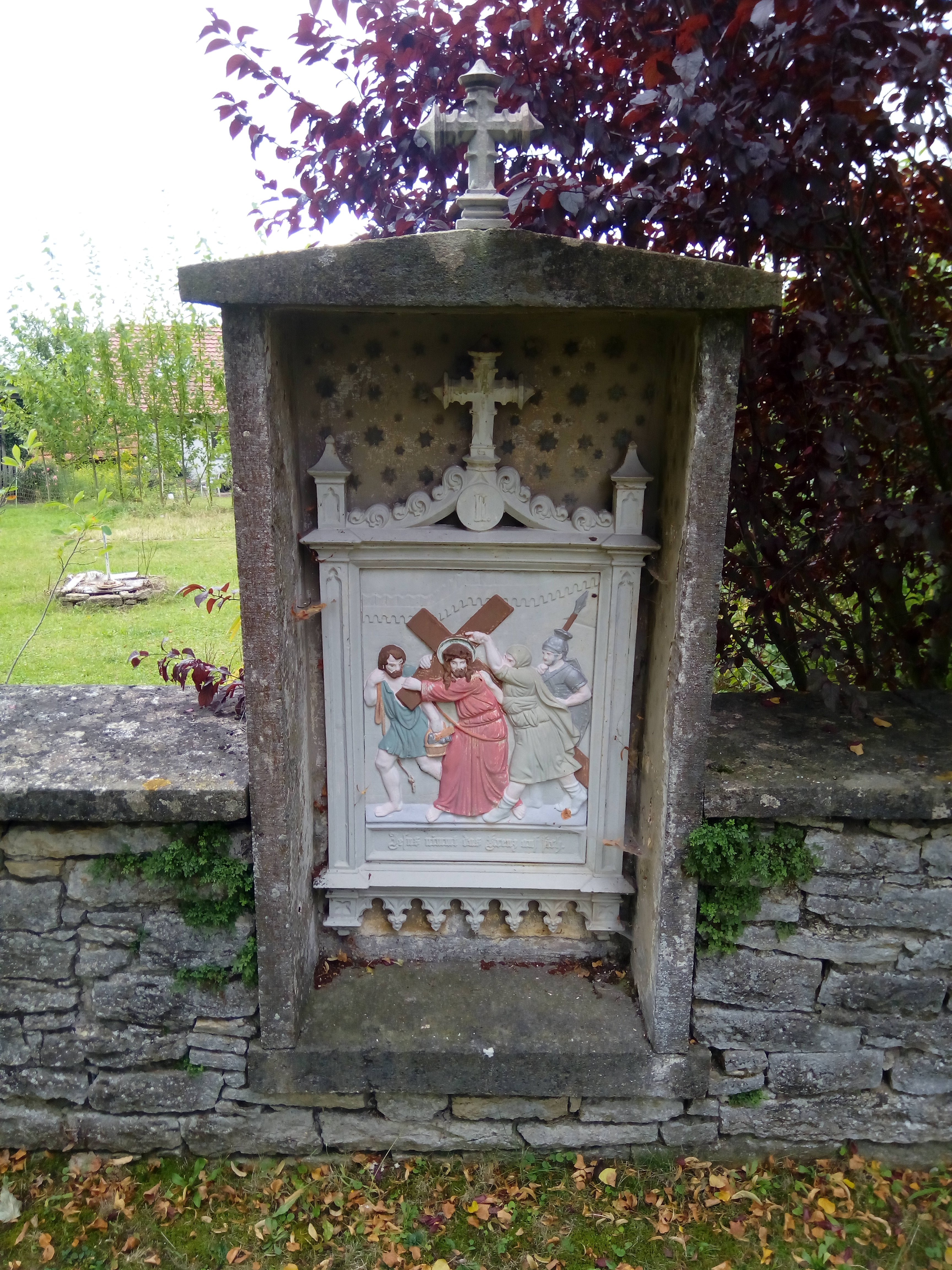
II. Jesus nimmt das Kreuz auf sich
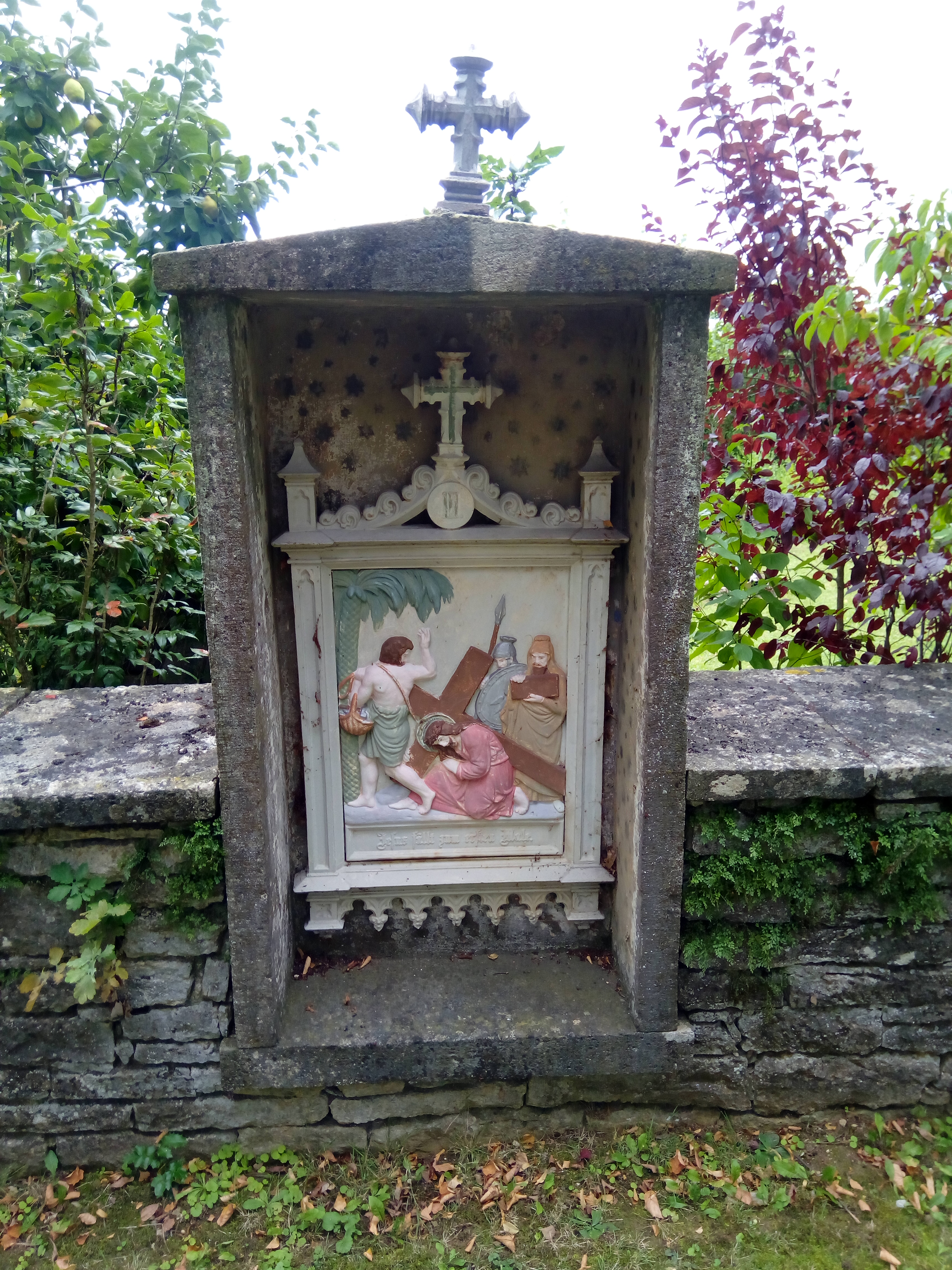
III. Jesus fällt zum ersten Male
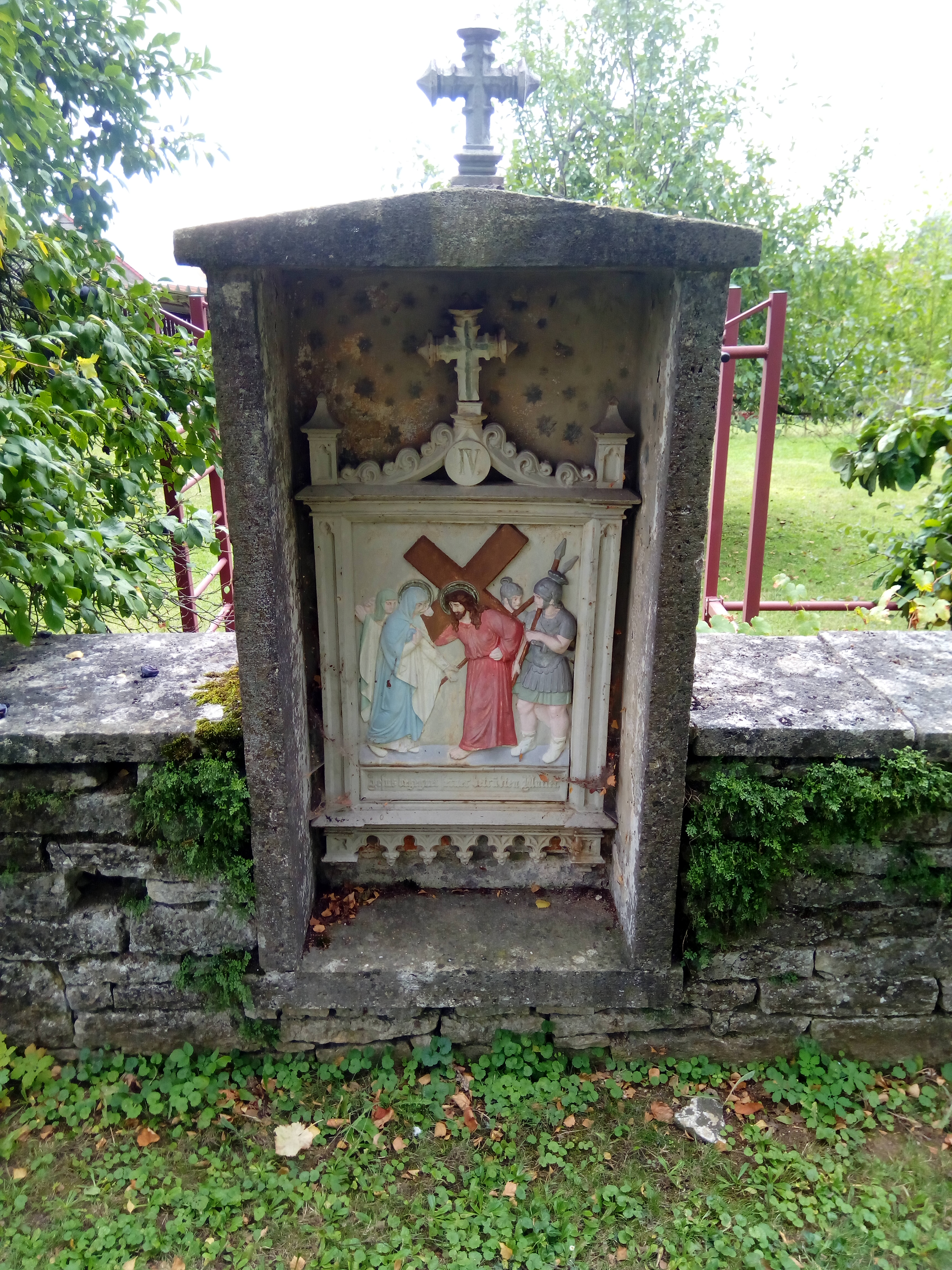
IV. Jesus begegnet seiner betrübten Mutter
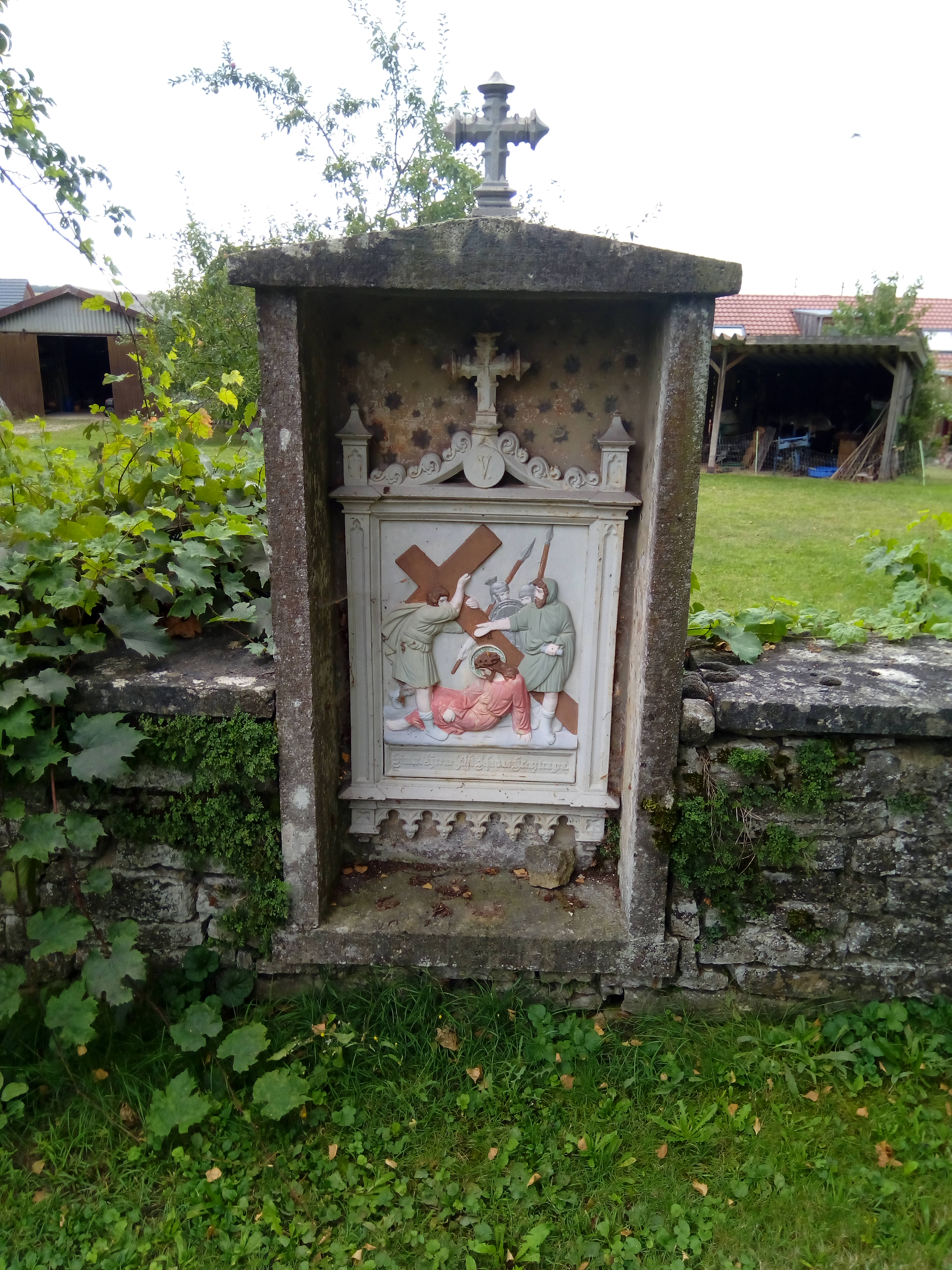
V. Sim. v. Cyrene hilft Jesu das Kreuz tragen
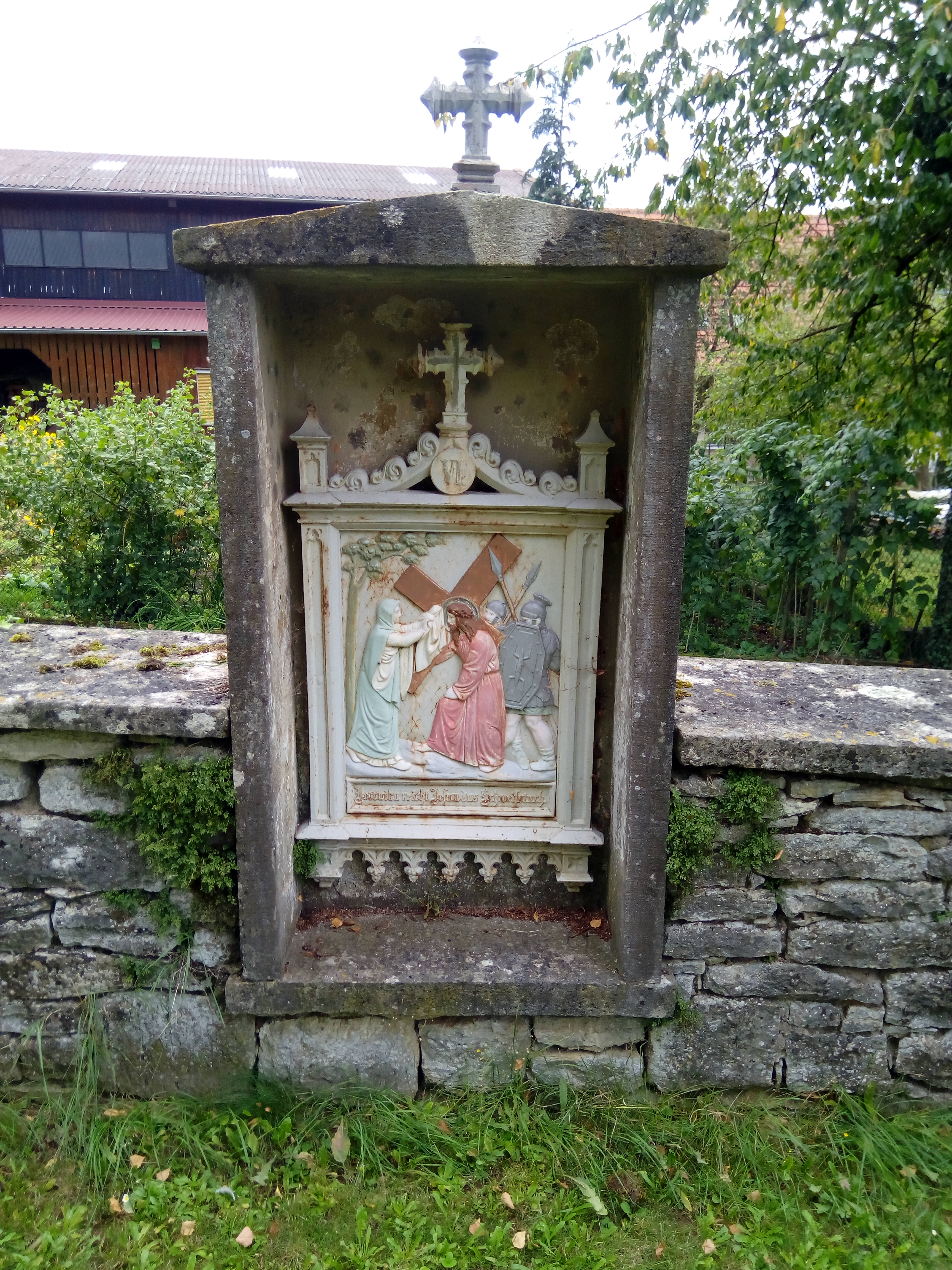
VI. Veronika reicht Jesus das Schweißtuch
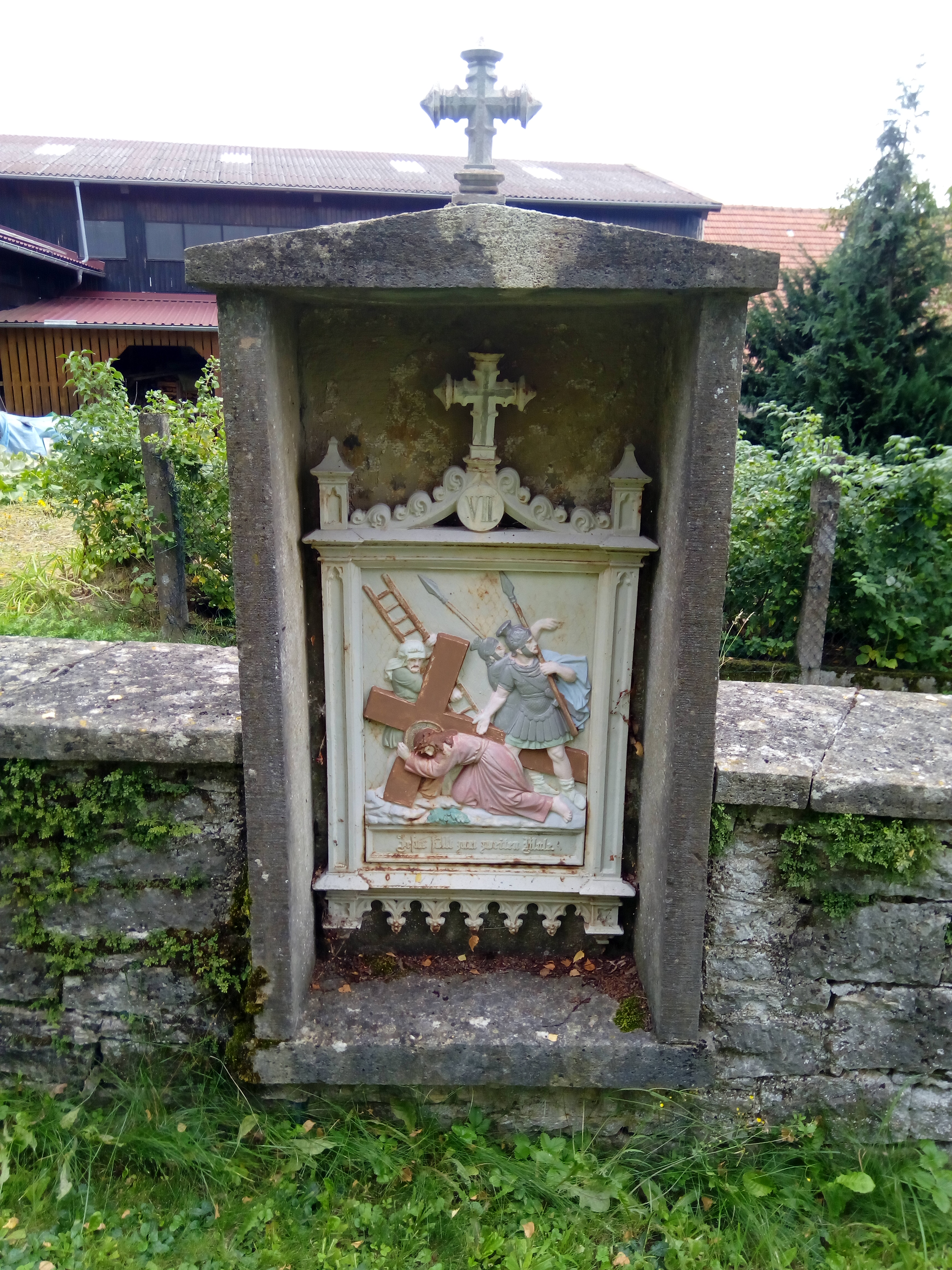
VII. Jesus fällt zum zweiten Male
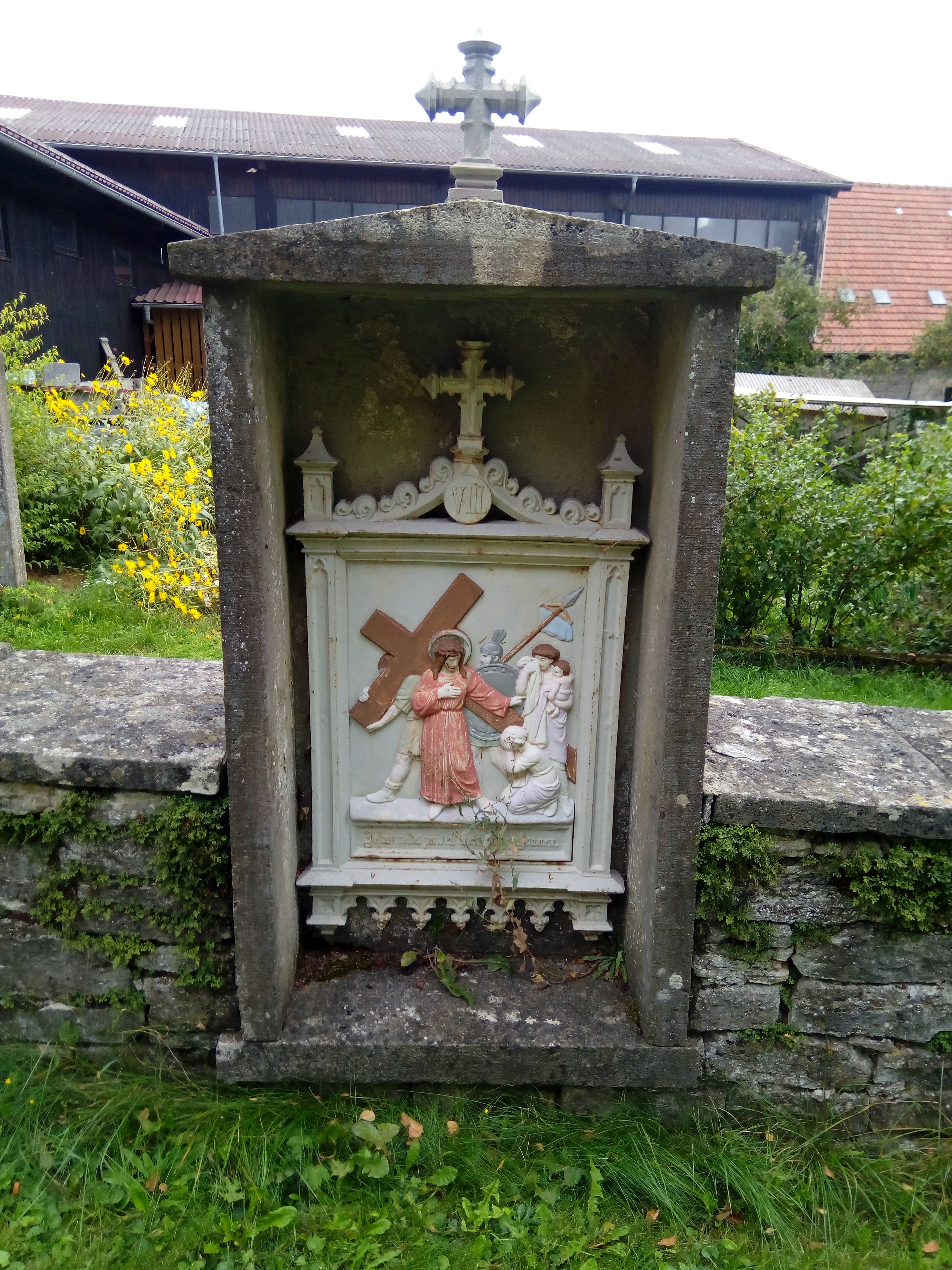
VIII. Jesus redet zu den weinenden Frauen
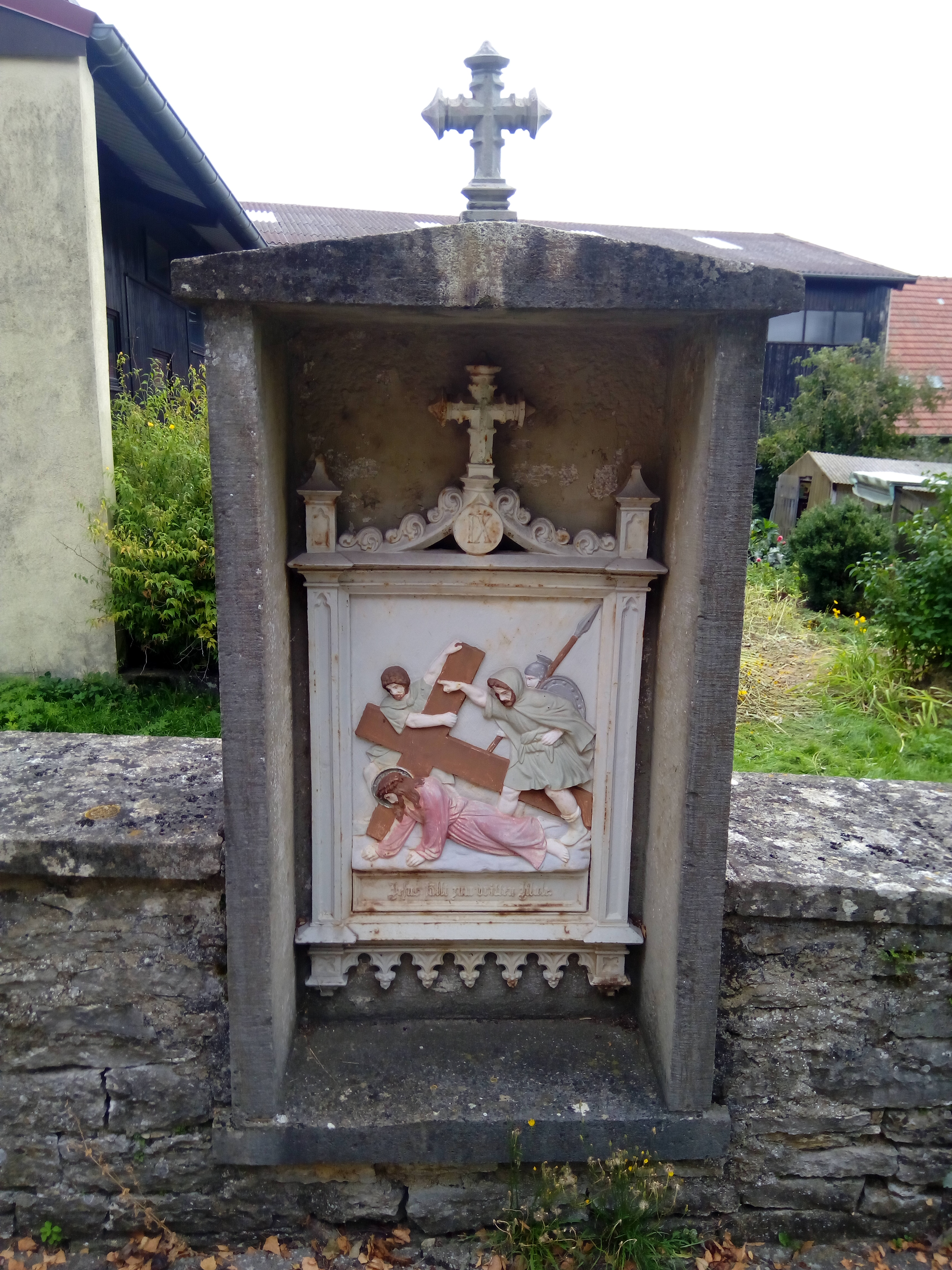
IX. Jesus fällt zum dritten Male
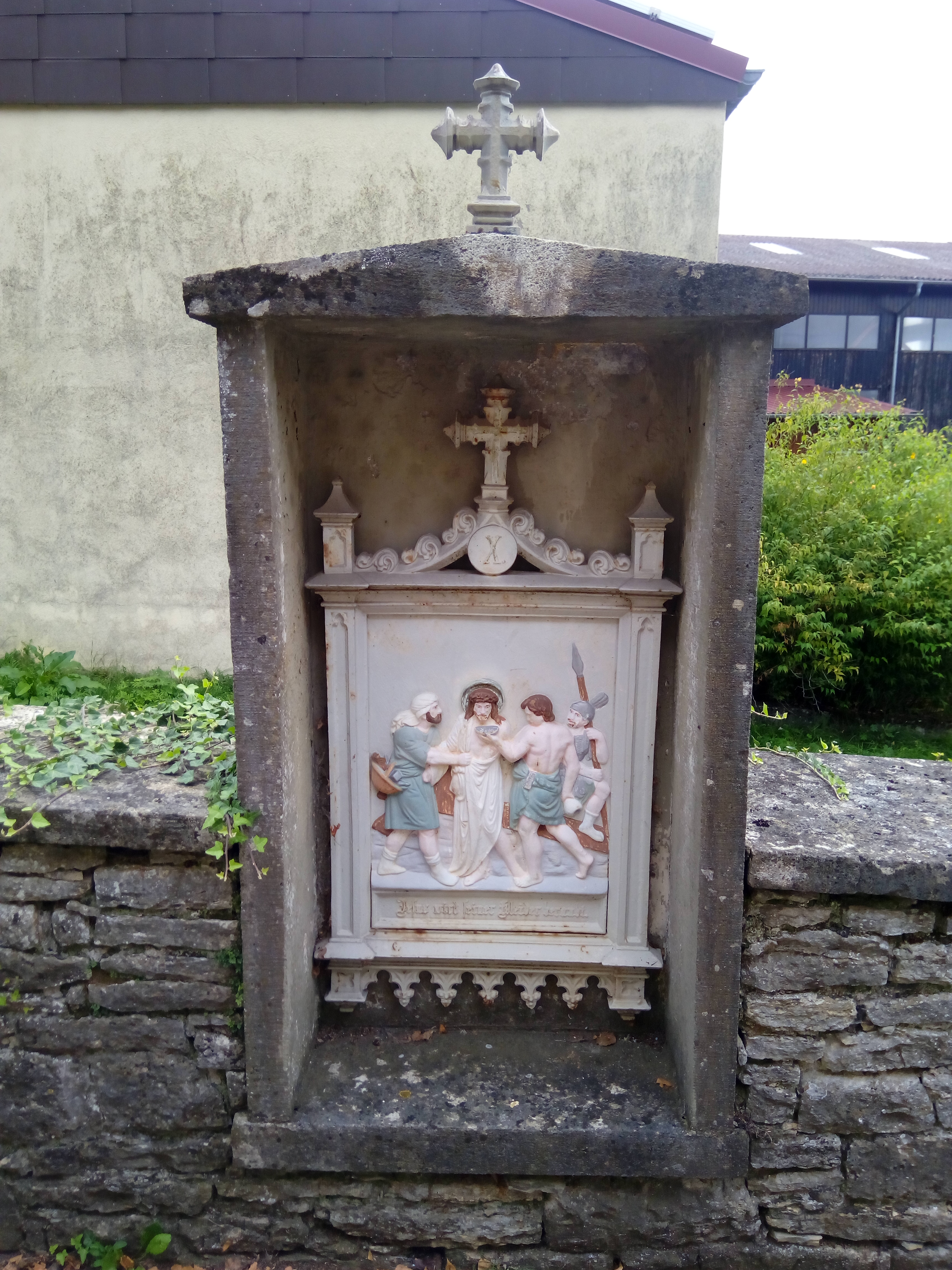
X. Jesus wird seiner Kleider beraubt
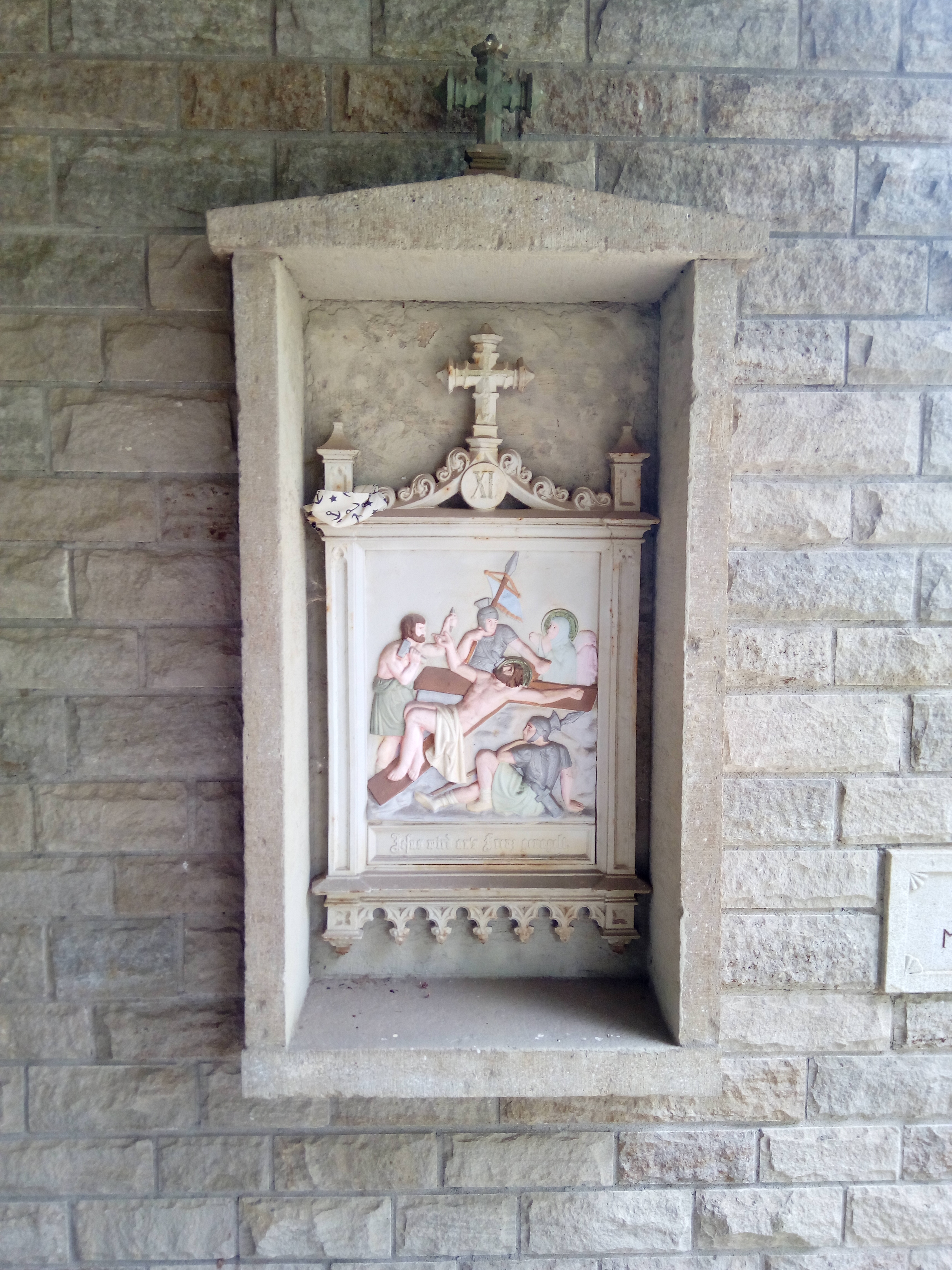
XI. Jesus wird ans Kreuz genagelt
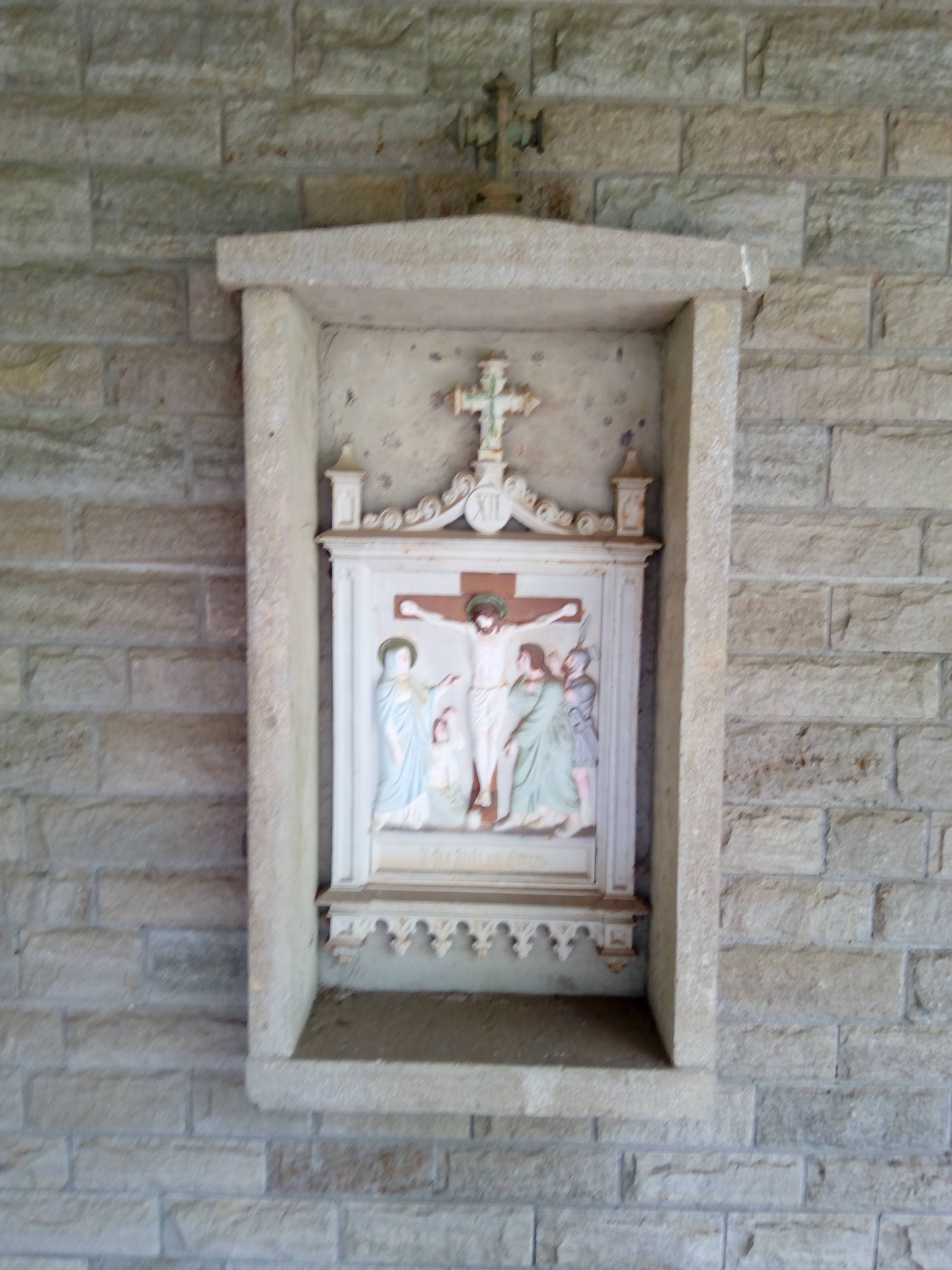
XII. Jesus stirbt am Kreuze
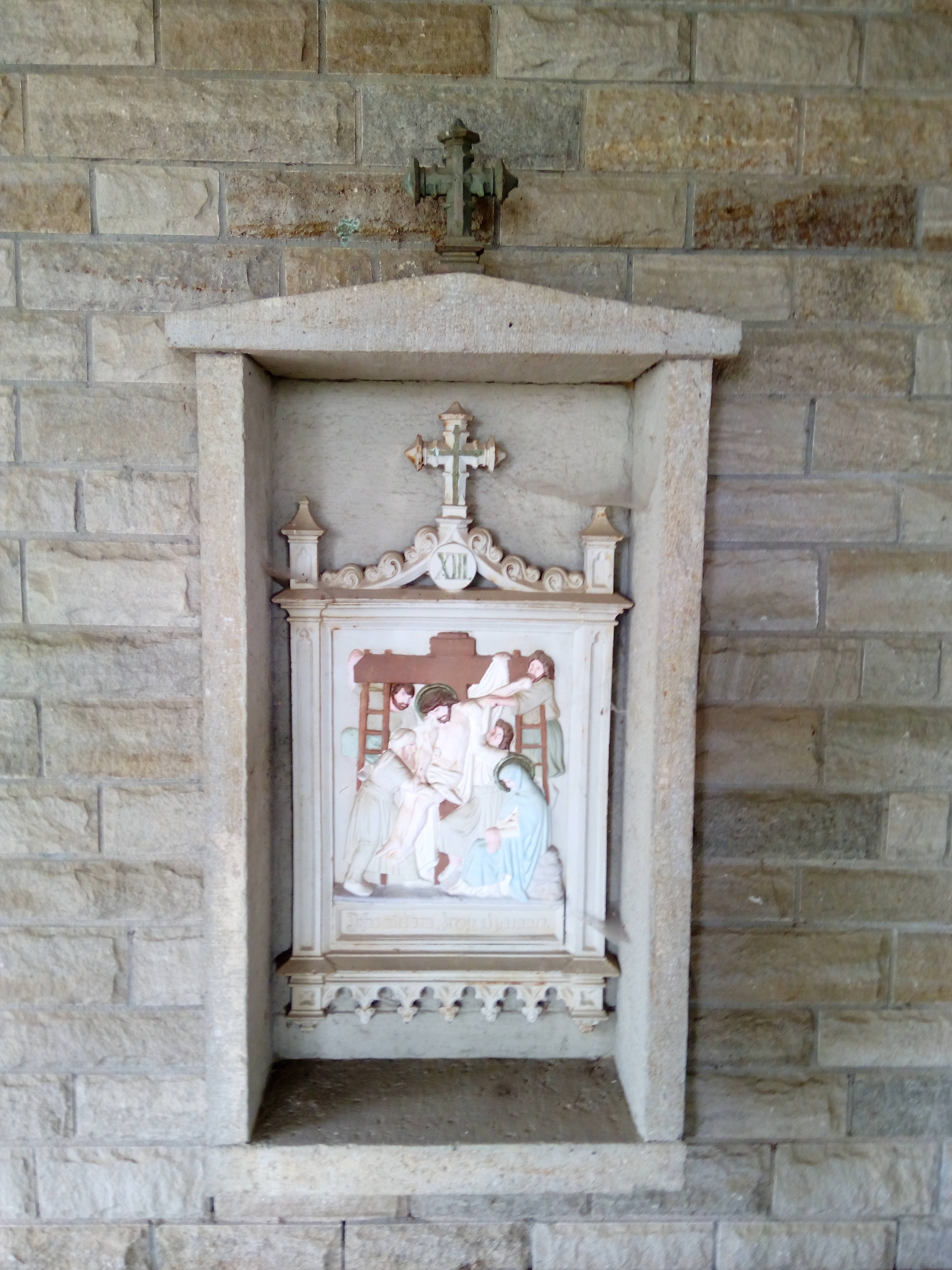
XIII. Jesus wird vom Kreuze abgenommen
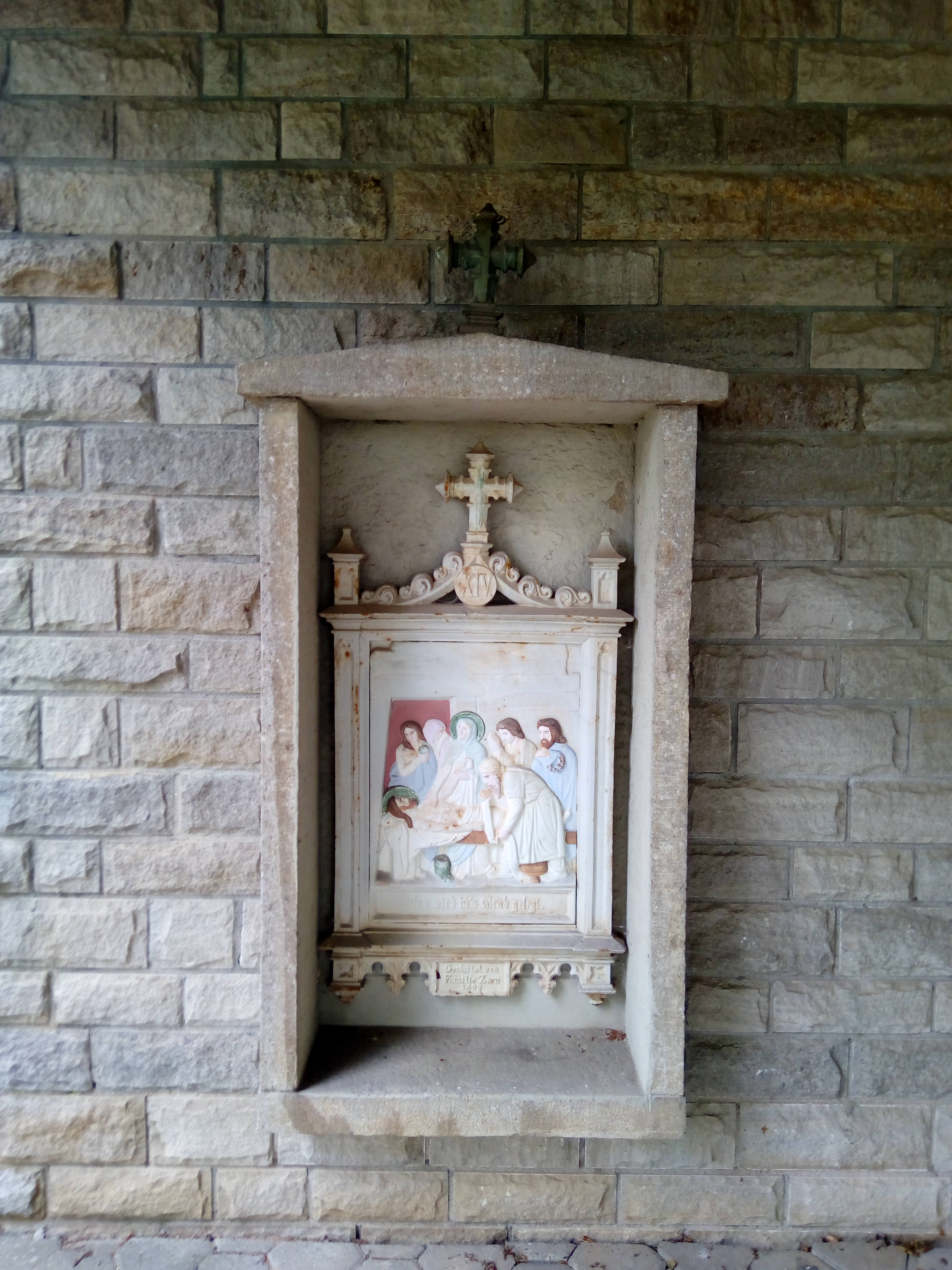
XIV. Jesus wird ins Grab gelegt